# Pindolol
A pindolol lipofil, a legerősebb ISA hatással rendelkező, membránstabilizáló, nem kardioszelektív β-receptor blokkoló vegyület. Mind β1, mind β2 parciális antagonista hatással rendelkezik, ezek közül a β2 a kifejezettebb. 

## Hatása
A pindolol kompetitív antagonista hatást fejt ki a szív, a bronchusok és a simaizomzat β-receptorain, de emellett kifejezett intrinsic szimpatomimetikus aktivitást (ISA) mutat. Membránstabilizáló hatásának nincs klinikai jelentősége. Szimpatikus túlsúly esetén csökkenti a szívfrekvenciát, a perctérfogatot. Csekély hatással van a nyugalmi szívfrekvenciára. Viszonylag kismértékben gátolja a terhelésre jelentkező szívfrekvencia-növekedést, kismértékben csökkenti a szívizomzat kontraktilitását, és kevéssé nyújtja meg az AV-időt. Növeli a légutak ellenállását.
A pindolol – a többi β-blokkolóhoz hasonlóan – a szisztémás artériás nyomás, a szívfrekvencia és a kontraktilitás csökkentése révén mérsékli a szív oxigén igényét. A szívfrekvencia csökkentése révén a myocardium károsodott vérellátású részeinek a perfúzióját, ill. oxigén-ellátását is javítja a diasztolé idejének megnyújtásával. Ezért angina pectorisban csökkenti a rohamok számát és növeli a beteg fizikai teljesítőképességét. A vascularis simaizomzat β2-receptorain keresztül kifejtett parciális agonista aktivitásából fakadó vazodilatator hatása klinikai szempontból fontos. Hypertonia esetén a pindolol csökkenti a fokozott perifériás ellenállást, ami révén fenntartja a különböző szervek, szövetek megfelelő vérellátását, sőt bizonyos esetekben még javítja is azt. Általában hosszú távú adagolást követően sem befolyásolta kedvezőtlenül a lipoproteinek plazmaszintjét.

## Készítmények
- HUMA-PINDOL
- VISKALDIX
- VISKEN

## Fordítás
- Ez a szócikk részben vagy egészben  a   Pindolol című angol Wikipédia-szócikk fordításán alapul.  Az eredeti cikk szerkesztőit annak laptörténete sorolja fel. Ez a jelzés csupán a megfogalmazás eredetét és a szerzői jogokat jelzi, nem szolgál a cikkben szereplő információk forrásmegjelöléseként.